# Santa Ponça

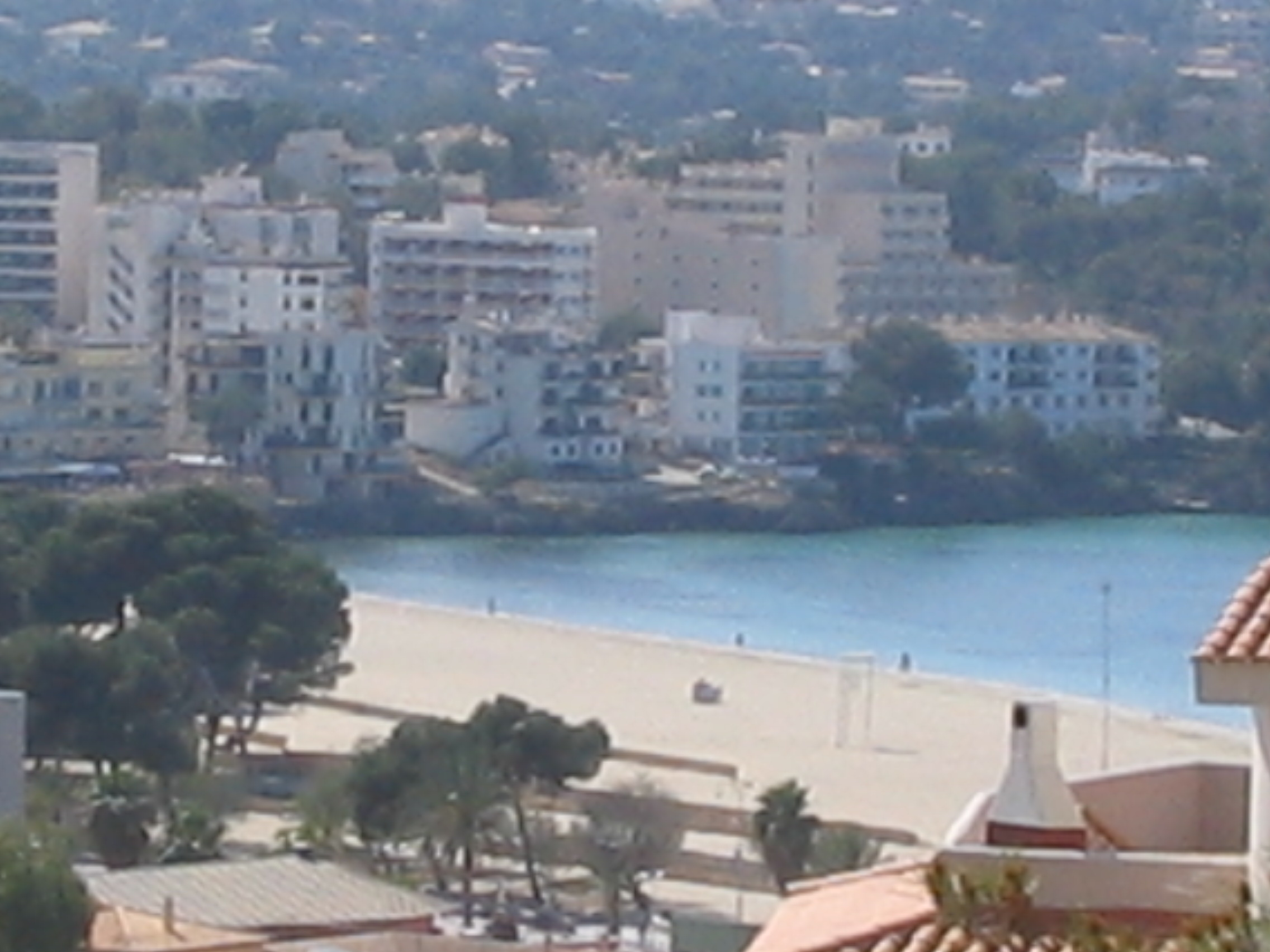
Santa Ponça

Santa Ponça (hiszp. Santa Ponsa) – miejscowość w Hiszpanii, na Balerach, na Majorce, w comarce Serra de Tramuntana, w gminie Calvià.
Według danych INE z 2005 roku miejscowość zamieszkiwało 8188 osób.